# Bede

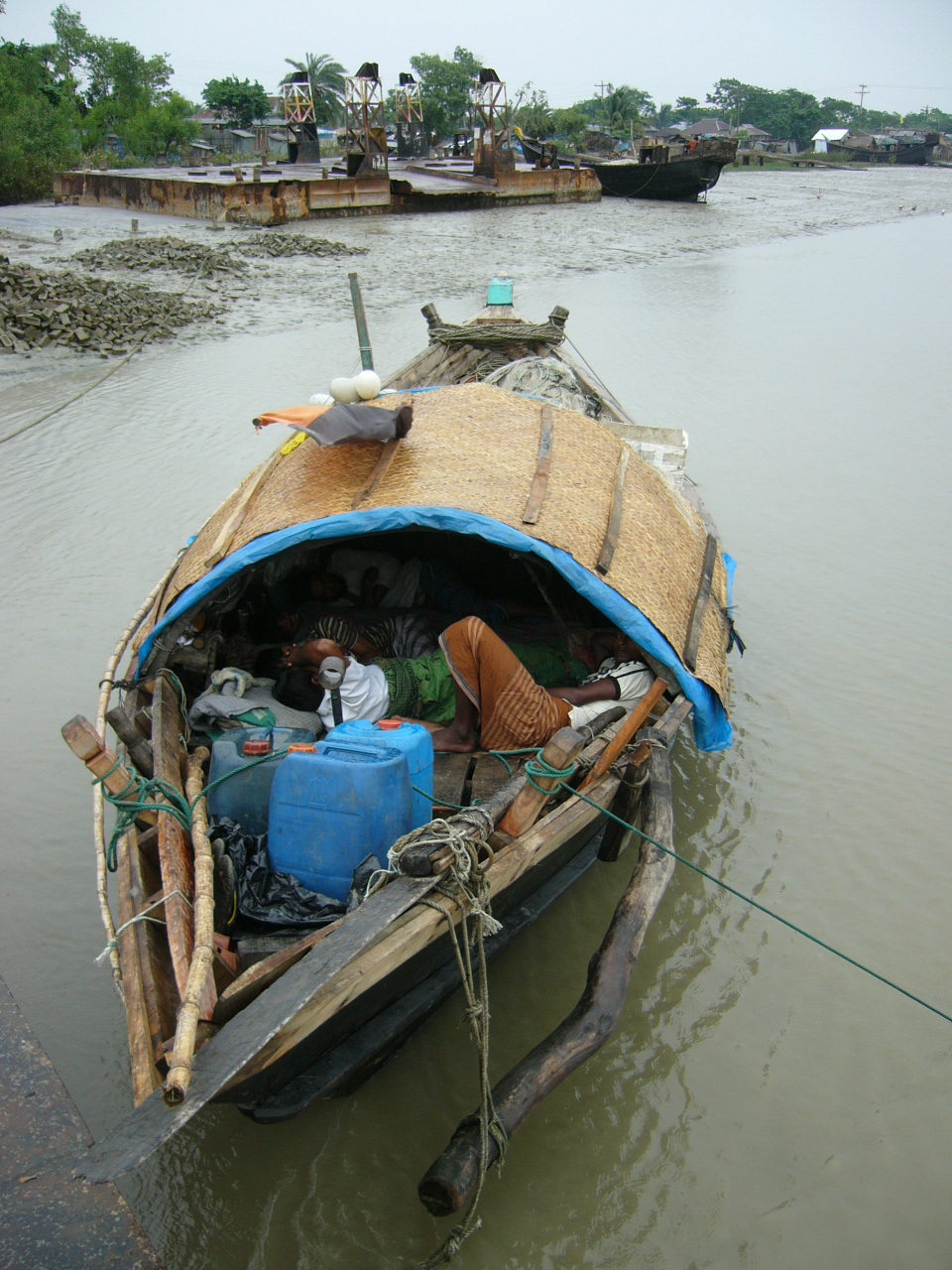
Loď na řece v Bangladéši

Bede (případně též Beday a Manta) je nomádská etnická skupina v Bengálsku (v dnešním Bangladéši a indickém státě Západní Bengálsko). Bedeové žijí v lodích a cestují po řekách, na jednom místě obvykle nezůstávají déle než několik měsíců. Často se živí různými způsoby souvisejícími s hady (chytání, krocení, prodej), zábavními službami (např. představení s opicemi) a drobným obchodem; rovněž jsou známí svými údajnými léčitelskými schopnostmi. Jejich původ je neznámý, vzhledem k podobnosti slova bede se slovem beduín je často situován do arabských zemí. Sami lidé označovaní výrazem bede toto označení často odmítají. Většina z nich jsou muslimové. Jelikož nevlastnili půdu, dlouhodobě neměli možnost chodit k volbám. V minulosti došlo k pokusům o zavedení lodních škol, které by se pohybovaly po řekách spolu s lidmi, jejich existence však nikdy neměla dlouhé trvání; bedeové tedy z převážné části zůstávají bez formálního vzdělání.